# Vallus
Vallus (množné číslo valli) byl kůl nošený římskými legionáři pro použití jako polní opevnění; někdy se také nazývá sudis (množné číslo sudes) . Často se – nesprávně – označuje jako pilum murale (kůl v palisádě). Každý římský voják nosil s sebou obvykle dva takové kůly.

## Vzhled
Každý kůl byl vyroben z tvrdého dřeva, obvykle dubu; byl asi 150–180 cm dlouhý a v nejtlustším místě asi 50–100 mm široký. Měl čtvercový průřez a na obou koncích byl zahrocen. Střední část byla zúžená způsobem, který silně naznačuje funkci madla, i když to nemusí být její skutečný účel. Dochované nálezy jsou hrubě tesané.

## Použití
Je zřejmé, že se kůly používaly k vytvoření dočasné obrany. Přesný způsob, jakým byly kůly použity, je však předmětem debat mezi odborníky.
Je možné, že kůly byly začleněny do opevnění římského pochodového tábora. Pokud vyčnívaly pod úhlem z hradeb, představovaly by překážku pro útočníka, který by se pokusil vyšplhat nahoru. Případně mohly být umístěny kolmo na vrcholu valu jako plot. Experimenty s rekonstrukcemi však byly zklamáním, protože takové bariéry nejsou příliš mocné a souměrnost kůlů umožňuje jejich snadné vytažení ze země.
Také se předpokládá, že kůly byly připěvněny po párech v intervalech podél klád, aby vytvořily rohatku. V takové formě se mohly použít například jako pohyblivá zábrana k zatarasení brány. Případně lze tři kůly svázat do obranného prvku připomínajícího rozsocháče – jakéhosi obřího nášlapného ježka. Masově použitá zábrana tohoto typu může být odsunuta stranou jen s obtížemi a nelze ji svalit. Výhodou těchto navržených způsobů použití je, že jsou konzistentní se symetrií kolíků a zohledňují „madlo“ ve středu, které je nutné ke spojení kolíků dohromady.
V bitvě u hory Algidus v roce 458 př. n. l. nařídil římský vojevůdce Cincinnatus svým mužům, aby každý z nich nesl dvanáct valli a použil je k vybudování opevnění kolem vojska Aequů, kteří v té době obléhali jinou římskou armádu.

## Fotogalerie

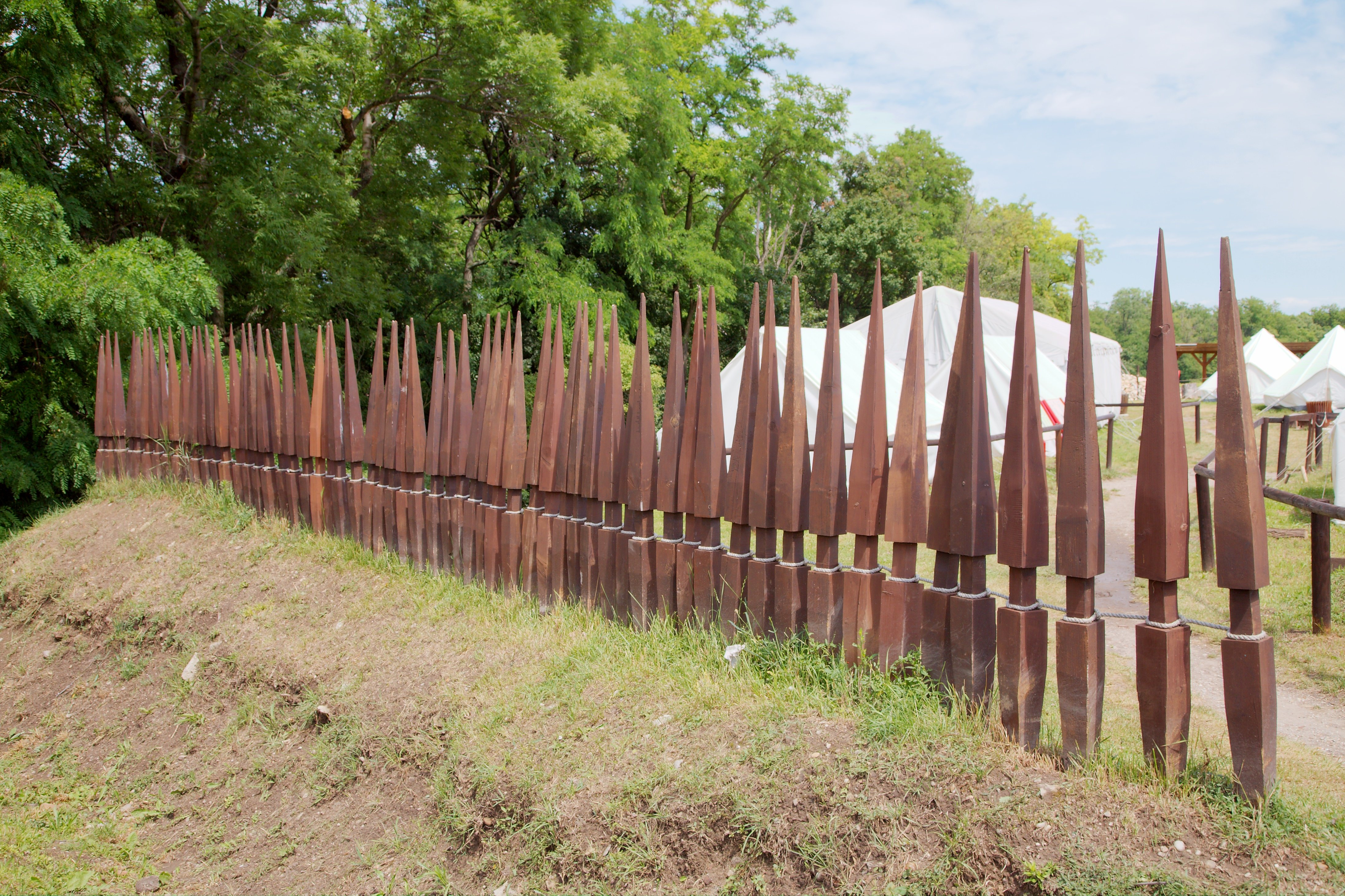
Valli v obranné řadě
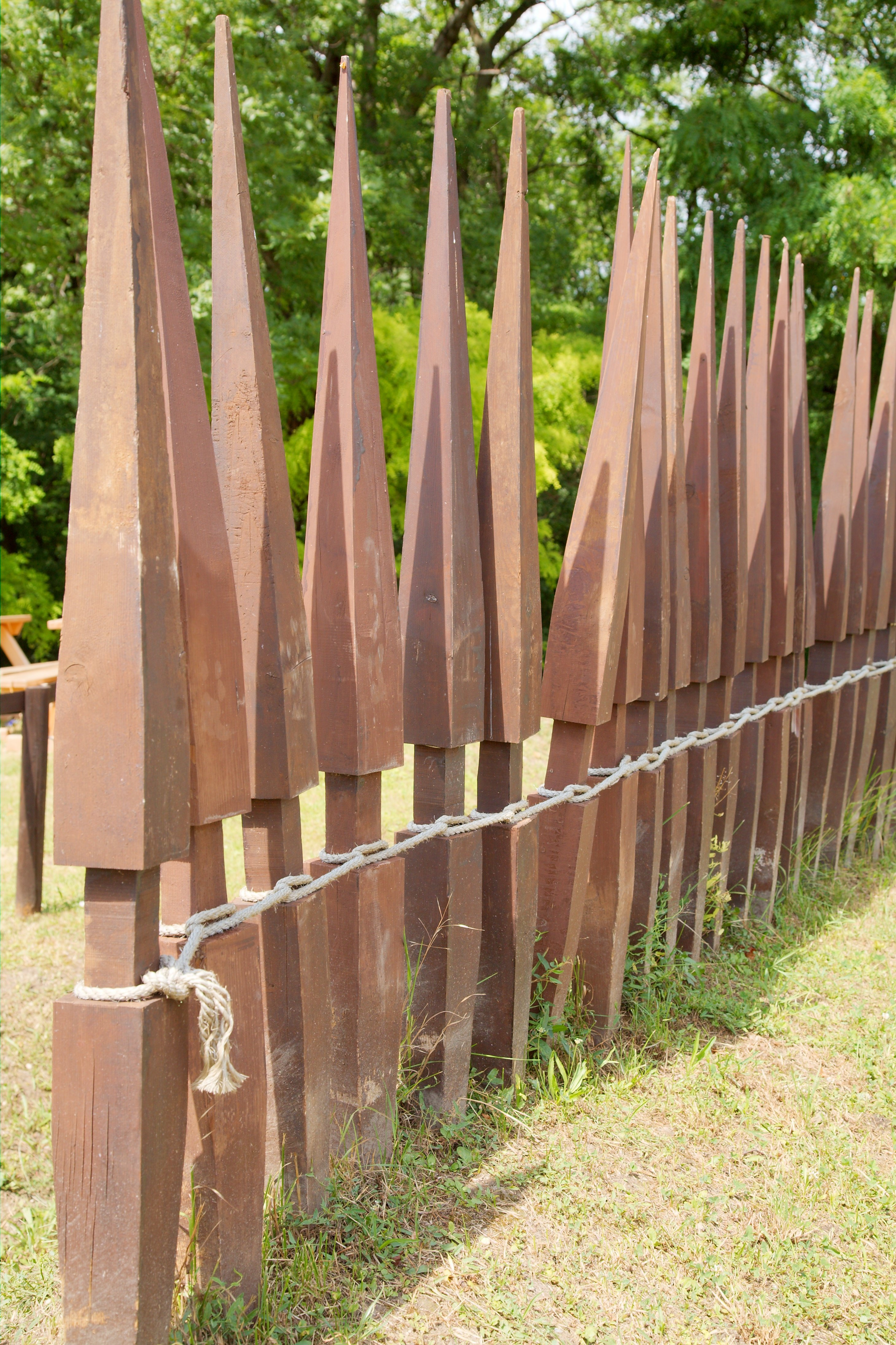
Valli v obranné řadě
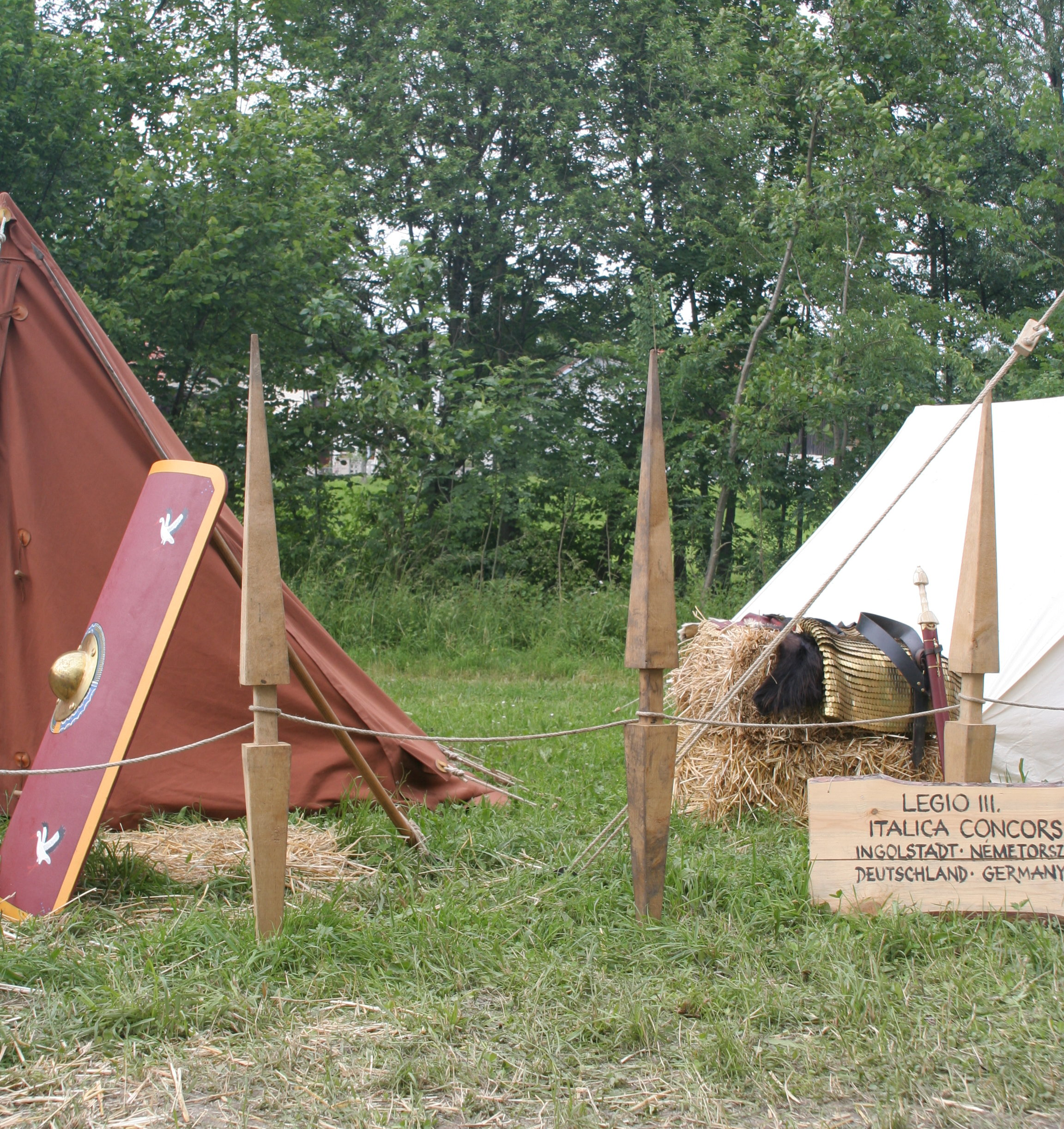
Valli použité jako jednoduchý tyčkový plot
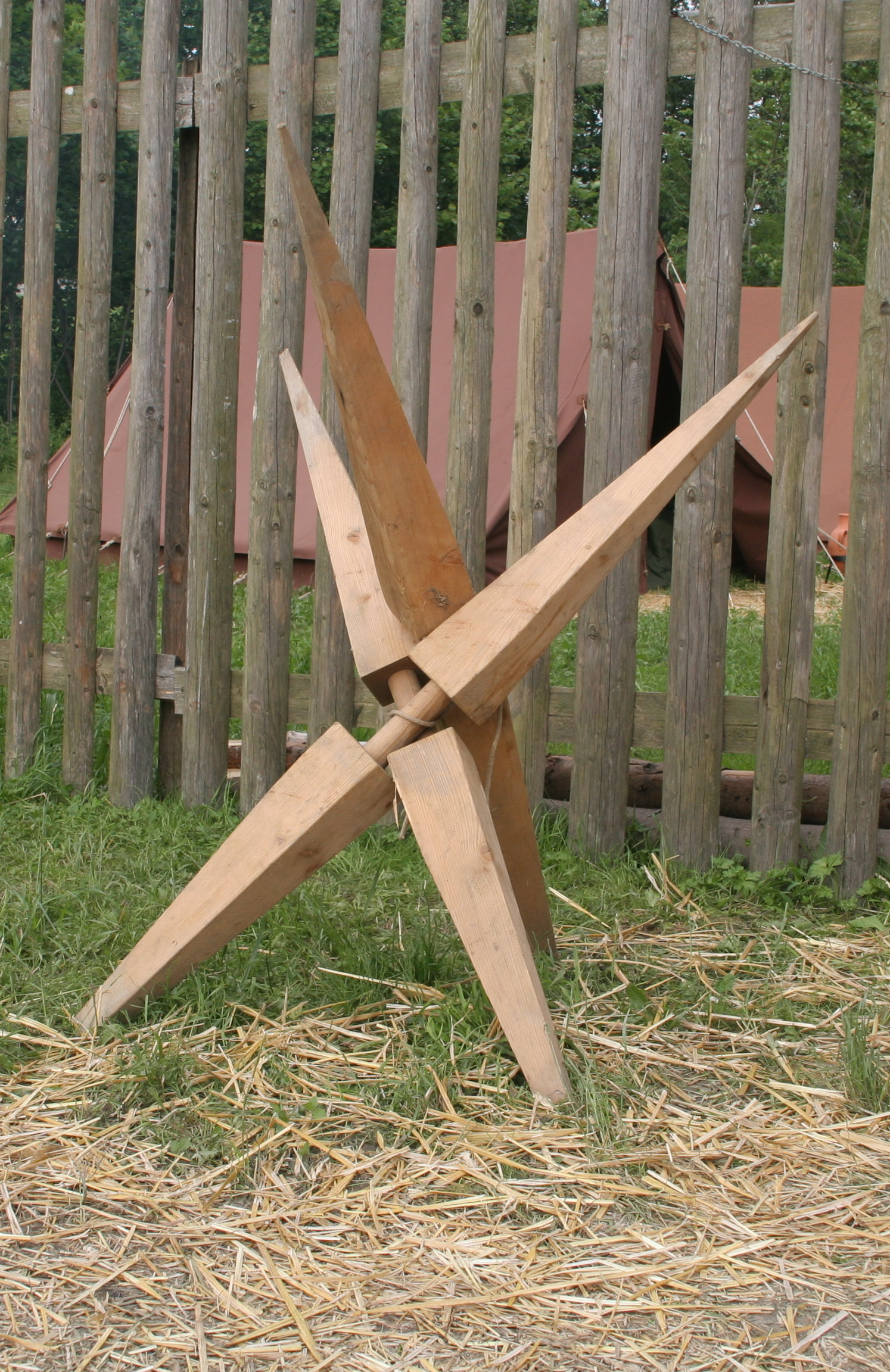
Valli spojené do formy rozsocháče